# Miriam Batten
Miriam Batten, född den 4 november 1964 i Dartford i Storbritannien, är en brittisk roddare.
Hon tog OS-silver i scullerfyra i samband med de olympiska roddtävlingarna 2000 i Sydney.